# Francisco Javier de Elío
 (novembre 2022).
Si vous disposez d'ouvrages ou d'articles de référence ou si vous connaissez des sites web de qualité traitant du thème abordé ici, merci de compléter l'article en donnant les références utiles à sa vérifiabilité et en les liant à la section « Notes et références ».
Pour les articles homonymes, voir Elio (homonymie).
Francisco Javier de Elío y Olóndriz (Pampelune, 1767 - Valence, 1822), est un haut militaire espagnol, gouverneur de Montevideo à partir de 1807, puis, par décision de la Junte de Cadix, vice-roi du Río de la Plata. Revenu en Espagne, il devint un héros de la guerre d’indépendance de l’Espagne contre la France, combattant notamment contre Suchet, mais fut à partir de 1814 l’un des principaux protagonistes et responsables de la répression absolutiste qui fit suite à la restauration des Bourbons en Espagne, ce qui lui valut d’être incarcéré, puis exécuté, dans le sillage de la Révolution libérale de 1820.

## Gouverneur à Montevideo
Avant de partir pour les Amériques, il eut en Espagne une brillante carrière militaire : il combattit dans la guerre contre la Convention française de 1793 à 1795, participant notamment aux campagnes d'Afrique du Nord et du Roussillon, et luttant en 1801 au Portugal. 
Gouverneur de Montevideo à partir de 1807, Francisco Javier de Elío s’enhardit en 1809, par le biais d’un cabildo ouvert, à proclamer la Junte de Montevideo, comité de gouvernement rebelle, indépendant de l’autorité vice-royale, représentée à Buenos Aires par Jacques de Liniers. La Junte de Montevideo exerçait son autorité sur la Bande orientale, correspondant grosso modo à l’actuel Uruguay. 
Martín de Álzaga, homme d’affaires espagnol établi à Buenos Aires, et ses partisans fomentèrent une rébellion, dite mutinerie d’Álzaga (en esp. Asonada de Álzaga), dans le but de forcer la démission de Liniers. Ainsi, le 1er janvier 1809, un cabildo ouvert convoqué à Buenos Aires exigea la destitution du vice-roi Liniers au motif de ses origines françaises, et désigna, au nom de Ferdinand VII, une Junte destinée à être présidée par Álzaga. Une partie des milices espagnoles ― celles des Galiciens, des Biscayens et des miñones de Catalogne ― appuya la rébellion ; les milices criollas en revanche, emmenées par Cornelio Saavedra, et les milices andalouses investirent la Plaza Mayor, contraignant les rebelles à se disperser. 
La proscription des meneurs rebelles qui s’ensuivit, et la dissolution des corps militaires séditieux eurent pour conséquence de mettre le pouvoir militaire aux mains des criollos restés fidèles à Liniers et, par là, d’exacerber la rivalité entre criollos et espagnols péninsulaires. Les responsables du complot, bannis à Carmen de Patagones, furent cependant délivrés par Elío et emmenés à Montevideo. 
Elío reconnut promptement Baltasar Hidalgo de Cisneros pour vice-roi, nommé en remplacement de Liniers par la Junte de séville en 1809 ; dès lors, la Junte de Montevideo fut dissoute. Il devint capitaine général des provinces du Río de la Plata et président de l’Audiencia de Buenos Aires.

## Vice-roi à Montevideo

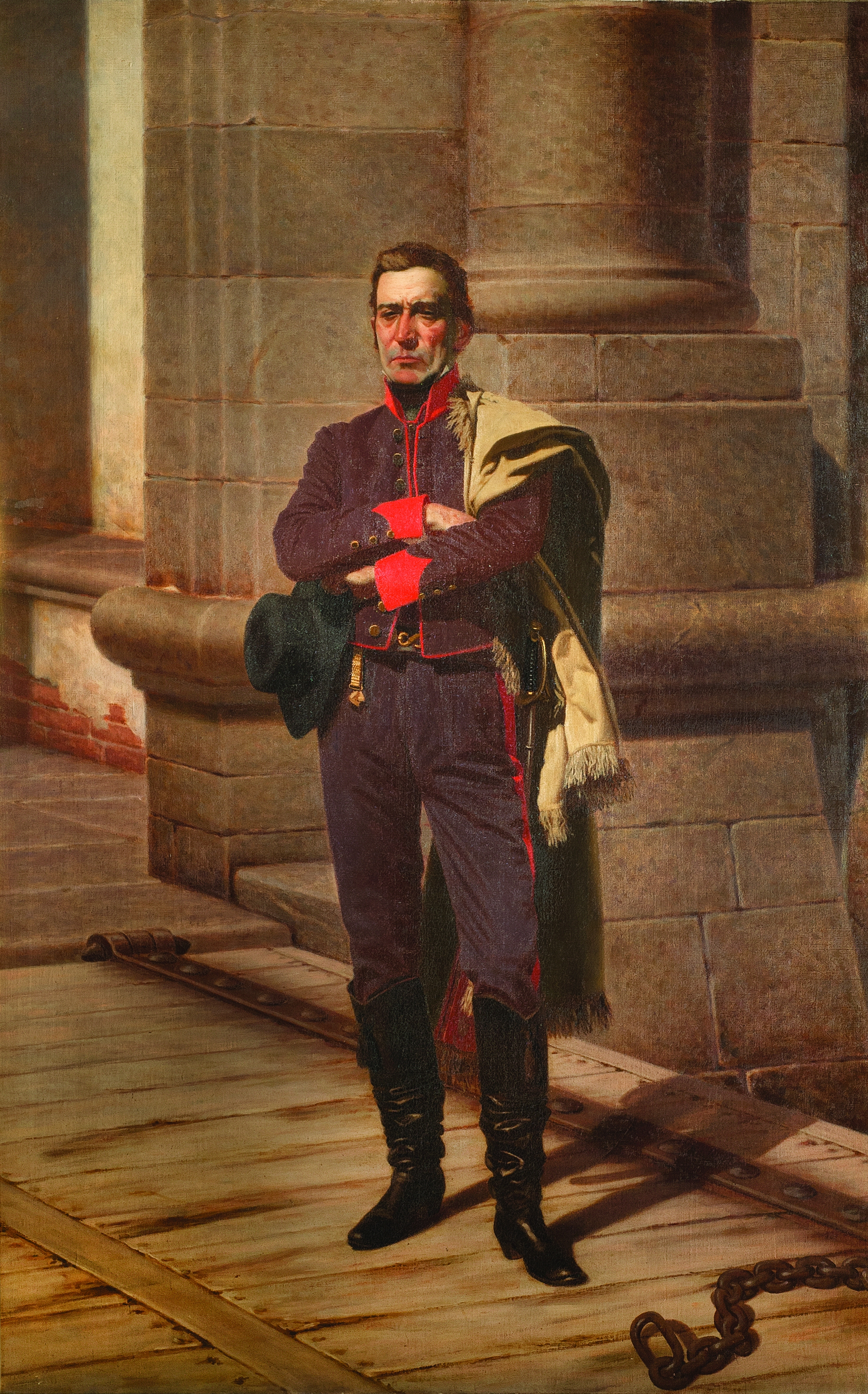
José Gervasio Artigas.

Les événements de la révolution de Mai, lesquels s’échelonnèrent tout au long de la dénommée « semaine de Mai », ― entre le 18 mai 1810, lorsque les groupes révolutionnaires réclamèrent un cabildo ouvert pour débattre de l’avenir politique du territoire, jusqu’au 25, date de l’installation du premier gouvernement rioplatense indépendant d’avec l’Espagne, ― fournirent à Elío le justificatif de la poursuite de sa propre attitude rebelle, cautionnée cette fois par l’acte de sédition de Buenos Aires envers la couronne d’Espagne. Accusé de comploter, le vice-roi Cisneros fut destitué, puis expulsé vers l’Espagne, en compagnie des membres de l’Audiencia. Elío cependant gardait la maîtrise de Montevideo et de la bande Orientale, et, le 19 janvier 1811, déclara Montevideo capitale de la vice-royauté, en se proclamant lui-même vice-roi du Río de la Plata, titre confirmé ensuite par la Junte de Cadix en janvier 1811. 
Cependant, deux difficultés se firent jour : d’une part, le 22 janvier de cette même année, Miguel Mariano de Villegas (es), syndic du Cabildo de Buenos Aires, apposa sa signature, à titre de représentant de la Grande Junte des Provinces-Unies du Río de la Plata, sur la note par laquelle celle-ci refusait formellement de reconnaître Elío comme vice-roi, et d’autre part, il eut à faire face, le 28 février, au soulèvement de la population rurale de la bande Orientale, laquelle population, dirigée par Pedro José Viera et Venancio Benavides, rejetait également son autorité. 
Pour réprimer ce soulèvement populaire, connu sous le nom de grito de Asencio, Francisco Javier de Elío désigna le capitaine de frégate José Posadas chef des forces armées régulières. Posadas installa son quartier général à San Isidro de Las Piedras, avec l’intention d’y livrer une bataille décisive contre les révolutionnaires. José Gervasio Artigas, pour sa part, était cantonné dans la localité de Nuestra Señora de Guadalupe de los Canelones (l’actuelle ville uruguayenne de Canelones). Les révolutionnaires orientaux, appuyés par la Grande Junte, étaient parvenus à mettre sur pied une armée de quelque mille hommes, tandis que les milices de Posadas se composaient de 1230 combattants, dont d’ailleurs deux cents environ s’en furent, au plus fort de la bataille, rejoindre le camp adverse. Le 18 mai 1811 eut donc lieu la bataille de Las Piedras, qui vit Artigas remporter la victoire sur le chef royaliste José Posadas ; la bataille de Las Piedras constitua le premier triomphe des forces révolutionnaires face à l’Empire espagnol.
La défaite des royalistes fut décisive, ne laissant sous l’autorité d’Elío que les environs de Colonia del Sacramento et la ville de Montevideo assiégée.
Nonobstant le triomphe révolutionnaire, Elío et le gouvernement de Buenos Aires signèrent le 20 octobre 1811 un armistice aux termes duquel furent restituées à l’Espagne toute la bande Orientale ainsi que les localités d’Entre-Ríos de Gualeguaychú, Gualeguay et Concepción del Uruguay, ― prémices de la sécession de Montevideo d’avec le reste du pays. 
Par ordre d’Elío, les Espagnols désertèrent en 1811 l’établissement de Soledad sur les îles Malouines. Elío retourna en Espagne le 18 novembre 1811, et renonça à sa fonction de vice-roi en janvier 1812. L’année suivante, il prit part à la seconde bataille de Castalla et assuma ensuite la capitainerie générale de Valence.

## Lepronunciamientod’Elío

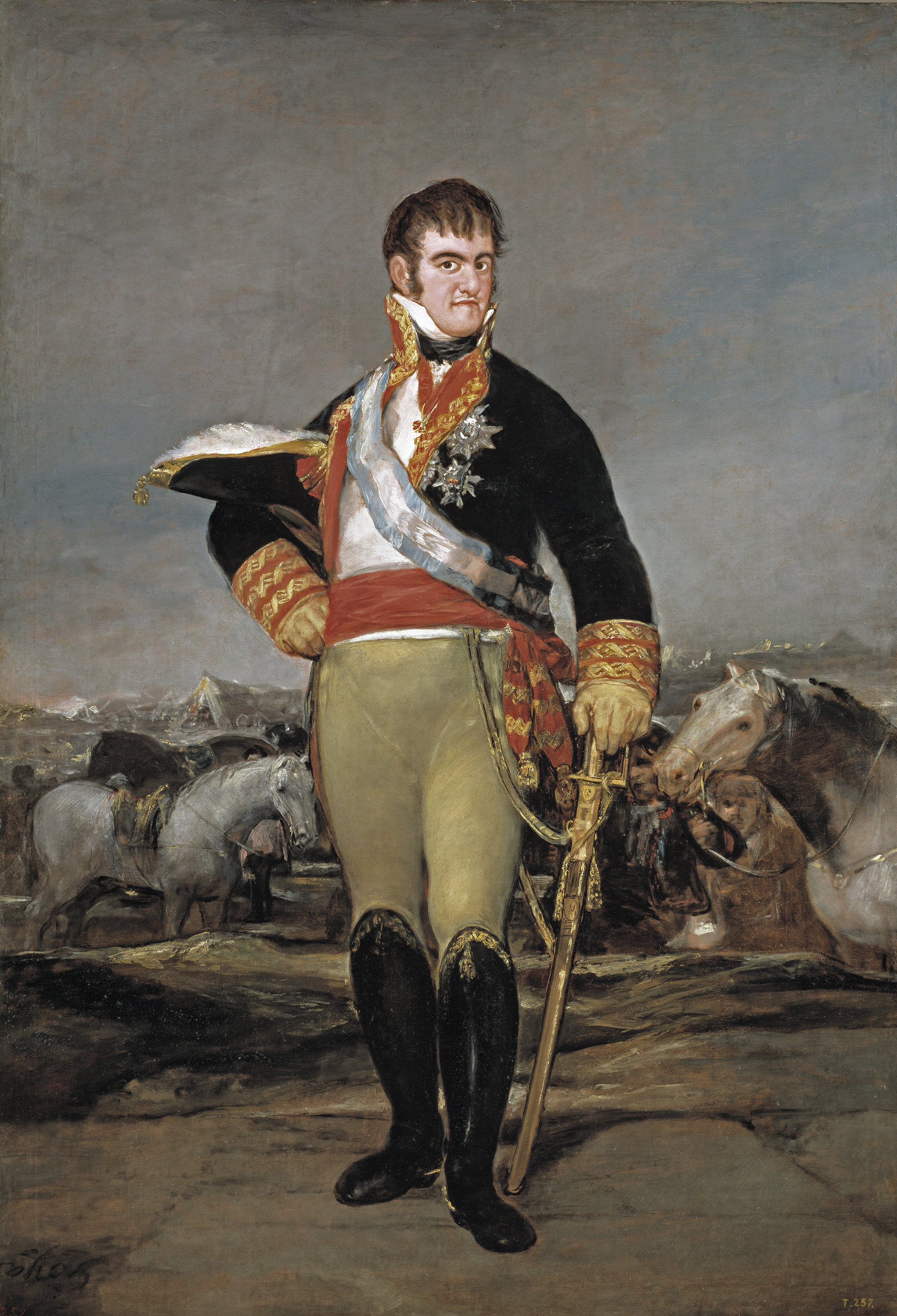
Ferdinand VII, par Francisco de Goya.

Le roi d’Espagne Ferdinand VII, s’en revenant de son exil en France, traversa la frontière le 24 mars 1814. Advint alors le moment de vérité concernant la constitution de 1812 ; selon les décrets des Cortes en effet, le roi ne serait pas reconnu libre, ni, dès lors, ne lui devrait-on obéissance, avant qu’il n’eût d’abord prêté serment tel que prescrit par l’article 173 de la Constitution.
Ferdinand VII refusa de suivre l’itinéraire vers Madrid tracé par la Régence ; au lieu de cela, le 16 avril, il fit son entrée à Valence, où l’attendaient deux personnes : un représentant de la Régence tenant le texte de la constitution, et un député absolutiste portant un manifeste absolutiste signé par 69 députés, et dénommé Manifeste des Perses. Le 17 avril, le général Elío exhorta le roi à rentrer en possession de ses droits, tenant ses troupes à la disposition du monarque et commettant ce qui fut sans doute le premier pronunciamiento de l’histoire moderne de l’Espagne.
Fervent combattant pour la cause absolutiste, Elío ordonna les persécutions à l’encontre de diverses personnalités libérales et constitutionnelles, ce qui lui valut, après la révolution de 1820, d’être incarcéré dans la citadelle de Valence le 10 mars. Toutefois, loin de subir un régime d’isolement, il put, dans sa cellule, lire, entretenir une correspondance, conspirer, concevoir des projets de fuite, et même avoir de fréquents entretiens avec le gouverneur de la citadelle et son épouse. Mais en même temps, lui parvenaient du dehors les clameurs de la population exigeant pour lui un châtiment exemplaire, et il devait bien s’apercevoir au fil des jours que le roi ne faisait rien pour adoucir son sort, ― prise de conscience qui mettait à mal sa conviction qu’il pouvait à tout moment être élargi de son cachot pour lui permettre d’accomplir la haute mission à laquelle il se sentait appelé. En 1822 fut ordonnée son exécution par le garrot d’étranglement (garrote vil).
Une des rues principales de la ville de Valence a été nommée en son honneur.

## Opinions politiques et personnalité
Elío était un militaire aux convictions absolutistes profondément ancrées. L’image qui se dégage des 231 lettres qu’il écrivit durant sa détention à Valence est celle d’un chef militaire orgueilleux, sinon hautain, doué d’une estime de soi immodérée, et qui alla jusqu’à s’identifier au roi. 
C’est peu dire qu'Elío doit être rangé dans la nomenclatura des réactionnaires espagnols de cette époque ; il n’était pas considéré comme un agent parmi d’autres de la réaction antilibérale, ni ne se regardait lui-même comme tel ― bien plus, il fut le symbole de la réaction. Il se tenait pour l’homme indispensable, seul capable de diriger la lutte contre le constitutionnalisme, à l’effet de libérer la nation espagnole prise en otage par les libéraux, qu’il qualifie dédaigneusement de « républicains » et d’« anarchistes », comme, au demeurant, avait coutume de le faire le roi Ferdinand VII. Les libéraux, en particulier ceux de Valence, qui eurent à souffrir directement des exactions répressives du capitaine général Elío, voyaient en lui l’incarnation même de la haine de la liberté et firent de lui la cible privilégiée de leur vindicte politique. Corollairement, les absolutistes le considéraient comme le parangon de la défense de la monarchie absolue et du catholicisme.
Les lettres qu’il écrivit de prison laissent entrevoir une personnalité imbue de sa haute destinée, qu’il faisait une avec celle de la nation. Dans ces lettres se dessinent les traits caractéristiques d’un personnage cruel, suspicieux, rigoriste, ambitieux et pugnace, se prétendant le sauveur du pays, et se croyant au-dessus des factions et des partis et mû par les plus hautes aspirations. Il se voyait comme une victime des ennemis éternels de l’Espagne et de la religion catholique, engagé dans un combat solitaire, prêt, du reste, à s’affronter à tous, y compris au roi lui-même, de qui il se considère le plus déterminé et le plus vigoureux défenseur. Se dégage aussi l’image du réactionnaire invétéré, d’un individu poussé par la haine et par le rejet viscéral de toute participation du peuple à la prise de décision politique ― « les élections tourneront toujours en faveur des gueux », nota-t-il dans une de ses lettres.